# グスタフ・エクマン (海洋学者)
フレドリック・グスタフ・エクマン（Fredrik Gustaf Ekman、1852年8月29日 - 1930年2月26日）は、スウェーデンの海洋学者、化学者、実業家。息子は海洋物理学者のヴァン・ヴァルフリート・エクマン。

## 経歴
1852年に出生。1876年にバルト海を観測で新生面をひらき、北海の調査ではニシンの回遊が海況によって変わることを証明した。その後はオットー・ペテルソンと北海などの水質調査をした。
エクマンの同志らは、ときのスウェーデン＝ノルウェー王のオスカル2世に国際的な海洋探査の組織作りを申し出、国際海洋探査協議会 (International Council for the Exploration of the Sea) の基礎となる組織の設立に寄与した。
1930年に死去。